# Janetogalathea californiensis
Janetogalathea californiensis är en kräftdjursart som först beskrevs av James Everard Benedict 1902.  Janetogalathea californiensis ingår i släktet Janetogalathea och familjen trollhumrar. Inga underarter finns listade i Catalogue of Life.